# 우등형 디젤 액압 동차
우등형 디젤 액압 동차(New Diesel Car)는 한국철도공사가 단거리 반복 무궁화호 등급의 효율성을 높이기 위해 1985년부터 도입한 간선 특급형 디젤 동차이다 무궁화호디젤 동차로도 불린다. 우등형 디젤 동차(DEC)와는 달리 도입부터 퇴역까지 오로지 무궁화호 등급으로만 존속 한 것이 특징으로, 1984년부터 1989년까지 총 36량이 제작 되어 초창기엔 경춘선, 충북선, 장항선 등을 운행하다가 이후 철도수요가 넘쳐 감당할 수 없어 할 수 없이 6량 객차형 무궁화호로 바꾸고 영남 지방을 중심으로 운행했다. 차량번호는 9200번대부터 9400번대의 번호가 부여됐으며, 2~4량 단위의 단편성으로 운행됐다.
2006년부터 점차적으로 차량 수령인 20년을 넘긴 열차를 대상으로 폐차에 들어가 2010년 2월 16일 마산발 대구행 무궁화호 제 1914호 열차는 모두 퇴역했으며, 2008년부터 운행을 개시한 무궁화호 개조형 디젤 액압 동차(RDC)가 사실상 이 열차를 계승했다.

## 기술적 사양
엔진은 커민스사의 NTA855R4를 사용하며 대당 310마력의 출력을 가지고 있으며 구동부는 액압식으로 구성되어 있어 전형적인 디젤 동차의 모습을 보이고 있다. 일반적으로 한량당 1~2기의 엔진을 탑재하고 있으며 1기의 엔진을 탑재한 차량에는 객실 전원공급을 위한 APU를 갖추고 있으며 처음에는 니가타트랜스사의 6H13A엔진(DMF13HA-G)(150마력급)을 사용하였으나 이후 커민스사의 195마력급 NT855R2엔진을 사용하였다. 대차에는 코일스프링을 사용하는 프레스형 대차와 CLE자동공기제동 장치를 채용하고 있다.

## 운용

### 편성

마산역을 출발한 NDC

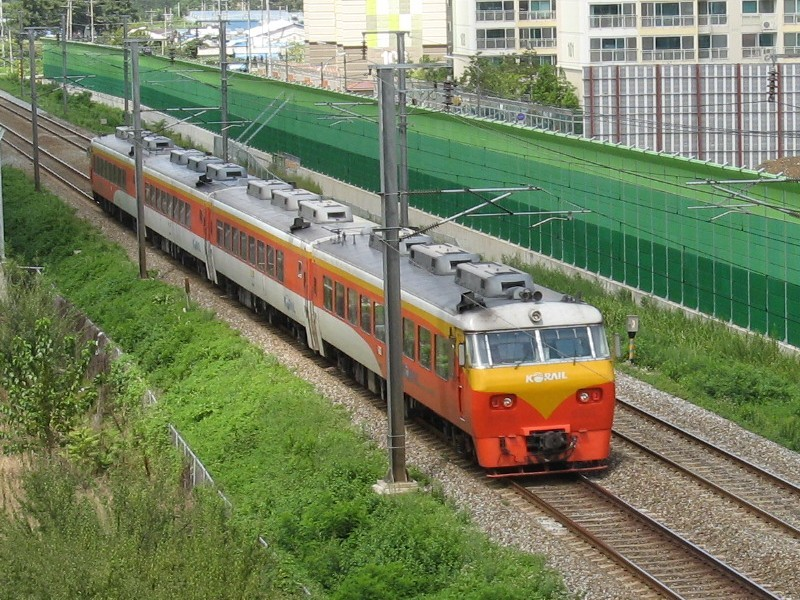
경산 일대 연선의 NDC

NDC는 주엔진 2기와 운전실을 갖춘 MC1, 주엔진 1기와 APU 1기, 운전실을 갖춘 MC2, 주엔진 없이 APU와 운전실을 갖춘 TC, 차장승무공간을 갖춘 동력차인 M1과, 승강문 2기를 갖춘 M2 칸으로 구성되어 있으며 수요에 따라 2~4량 단위로 운행된다. 또한 중간 차량은 다른 객차와 단순 연결은 가능하지만 전기적인 면에서는 호환성이 없다.
- 2량편성 : MC1-TC(MC2)
  - 마산 - 부전 구간에서 운행하였다. KTX 개통 이전에는 마산-대구 간에서도 운용되었다. 정선아리랑열차 등장 전까지는 이 편성이 국내에서 제일 짧은 열차 편성이었다. 2005년을 기해 이러한 운행 형태는 사라지게 된다. 마산-부전 구간의 경우, 이 편성을 대신해서 도시통근형 디젤 액압 동차가 운행했던 적이 있었다(2006년 10월까지).

- 3량편성 : MC1-M1(M2)-TC(MC2)
  - 보편적으로 볼 수 있는 형태. 진주-대구, 동대구-울산(現 태화강) 구간에서 운행했으며, KTX 개통 이전에는 부산(부전)-울산(現 태화강), 부산(부전)-경주 등에서도 운행했다. 2006년을 기해 이러한 운행 형태도 없어지게 된다.

- 4량편성 : MC1-M1-M2-TC(MC2)
  - KTX 개통 이전에는 대구-부산 간에서 집중적으로 운용되었으나, 개통 이후 대구-마산으로 변경된다. 2006년 3량편성이 없어진 이후에는 한동안 대구-진주를 운행하다가, 2007년 진주-대구간 무궁화가 대거 정리되면서 동대구-포항을 운행하였다. 그러다가 2008년부터 다시  대구역- 마산역 구간에 복귀하여 일 왕복 4회 운행하다가, 2010년 2월 16일에 모두 퇴역하였다.

### 과거 운행 구간
과거 운행했던 구간은 다음과 같다.
- 경부선, 경전선 : 대구-마산
- 대구선, 중앙선 : 대구~(영천경유)~제천
- 대구선, 중앙선, 동해선 : 동대구~포항
- 대구선, 중앙선, 동해선 : 동대구~울산(現 태화강)
- 경부선, 경전선 : 대구~밀양~마산~진주
- 경부선, 경전선 : 대구~밀양~마산
- 경부선, 경전선 : 부산~삼랑진~마산
- 경부선 : 서울~대전, 대구~부산
- 경부선, 동해선 : 울산(現 태화강)~부산
- 경춘선 : 청량리~춘천
- 장항선 : 서울~대천~장항
- 중앙선, 경전선 : 안동~동대구
- 충북선 : 대전~제천

## 현황

### 동력제어차(MC)
| 차호    | 도입 시기 | 운행 종료 시기 | 비고                                                   |
| ------- | --------- | -------------- | ------------------------------------------------------ |
| 9211 호 | 1984년    | 2004년         | 2006년 고철 매각되었다.                                |
| 9212 호 | 1984년    | 2004년         | 2006년 고철 매각되었다.                                |
| 9213 호 | 1984년    | 2005년         | 2006년 고철 매각되었다.                                |
| 9214 호 | 1984년    | 2005년         | 2006년 고철 매각되었다.                                |
| 9215 호 | 1984년    | 2005년         | 2006년 고철 매각되었다.                                |
| 9216 호 | 1984년    | 2005년         | 2006년 고철 매각되었다.                                |
| 9217 호 | 1985년    | 2006년         | 2007년 고철 매각되었다.                                |
| 9218 호 | 1985년    | 2006년         | 2007년 고철 매각되었다.                                |
| 9219 호 | 1985년    | 2006년         | 2007년 고철 매각되었다.                                |
| 9220 호 | 1986년    | 2006년         | 2007년 고철 매각되었다.                                |
| 9221 호 | 1989년    | 2010년         | 2012년 고철 매각되었다.                                |
| 9222 호 | 1989년    | 2015년         | 특별동차 차량이다. 현재 의왕 철도박물관에 전시 중이다. |

### 무동력제어차(TC)
| 차호    | 도입 시기 | 운행 종료 시기 | 비고                                                                       |
| ------- | --------- | -------------- | -------------------------------------------------------------------------- |
| 9411 호 | 1984년    | 2005년         | 2006년 고철 매각되었다.                                                    |
| 9412 호 | 1984년    | 1994년         | 미전신호소 열차 충돌 사고로 폐차되었다.                                    |
| 9413 호 | 1984년    | 2005년         | 2006년 고철 매각되었다.                                                    |
| 9414 호 | 1984년    | 2005년         | 2006년 고철 매각되었다.                                                    |
| 9415 호 | 1984년    | 2005년         | 2006년 고철 매각되었다.                                                    |
| 9416 호 | 1984년    | 2005년         | 2006년 고철 매각되었다.                                                    |
| 9417 호 | 1985년    | 2006년         | 2007년 고철 매각되었다.                                                    |
| 9418 호 | 1985년    | 2006년         | 2007년 고철 매각되었다.                                                    |
| 9419 호 | 1985년    | 2006년         | 2007년 고철 매각되었다.                                                    |
| 9420 호 | 1986년    | 1994년         | 미전신호소 열차 충돌 사고로 폐차되었다.                                    |
| 9421 호 | 1989년    | 2010년         | 화장실이 설치되었다 2012년 고철 매각되었다.                                |
| 9422 호 | 1989년    | 2015년         | 화장실이 설치되었다 특별동차 차량이다. 현재 의왕 철도박물관에 전시 중이다. |

### 동력객차(M)
| 차호    | 도입 시기 | 운행 종료 시기 | 비고                                                   |
| ------- | --------- | -------------- | ------------------------------------------------------ |
| 9311 호 | 1984년    | 2005년         | 2006년 고철 매각되었다.                                |
| 9312 호 | 1984년    | 2005년         | 2006년 고철 매각되었다.                                |
| 9313 호 | 1984년    | 2005년         | 2006년 고철 매각되었다.                                |
| 9314 호 | 1984년    | 2005년         | 2006년 고철 매각되었다.                                |
| 9315 호 | 1985년    | 2006년         | 2007년 고철 매각되었다.                                |
| 9316 호 | 1985년    | 2006년         | 2007년 고철 매각되었다.                                |
| 9317 호 | 1985년    | 2006년         | 2007년 고철 매각되었다.                                |
| 9318 호 | 1985년    | 1994년         | 미전신호소 열차 충돌 사고로 폐차되었다.                |
| 9319 호 | 1989년    | 2010년         | 2012년 고철 매각되었다.                                |
| 9320 호 | 1989년    | 2010년         | 2012년 고철 매각되었다.                                |
| 9321 호 | 1989년    | 2010년         | 2012년 고철 매각되었다.                                |
| 9322 호 | 1989년    | 2015년         | 특별동차 차량이다. 현재 의왕 철도박물관에 전시 중이다. |

## 같이 보기
- RDC 동차
- 새마을형 디젤 액압 동차